# Guddada Mallapur, Byadgi
Guddada Mallapur là một làng thuộc tehsil Byadgi, huyện Haveri, bang Karnataka, Ấn Độ.